# Mongoliska
Mongoliska är ett mongolspråk som talas av totalt cirka 5,7 miljoner människor huvudsakligen i Mongoliet samt i den autonoma provinsen Inre Mongoliet i Kina. Det skrivs i Mongoliet med det mongoliska alfabetet, som bygger på det kyrilliska alfabetet. Mongoliskans traditionella skrift, som skrivs lodrätt, används fortfarande av mongoler i Kina.
Mongoliskan är agglutinerande och vokalharmoniserande och saknar genus.

## Utbredning

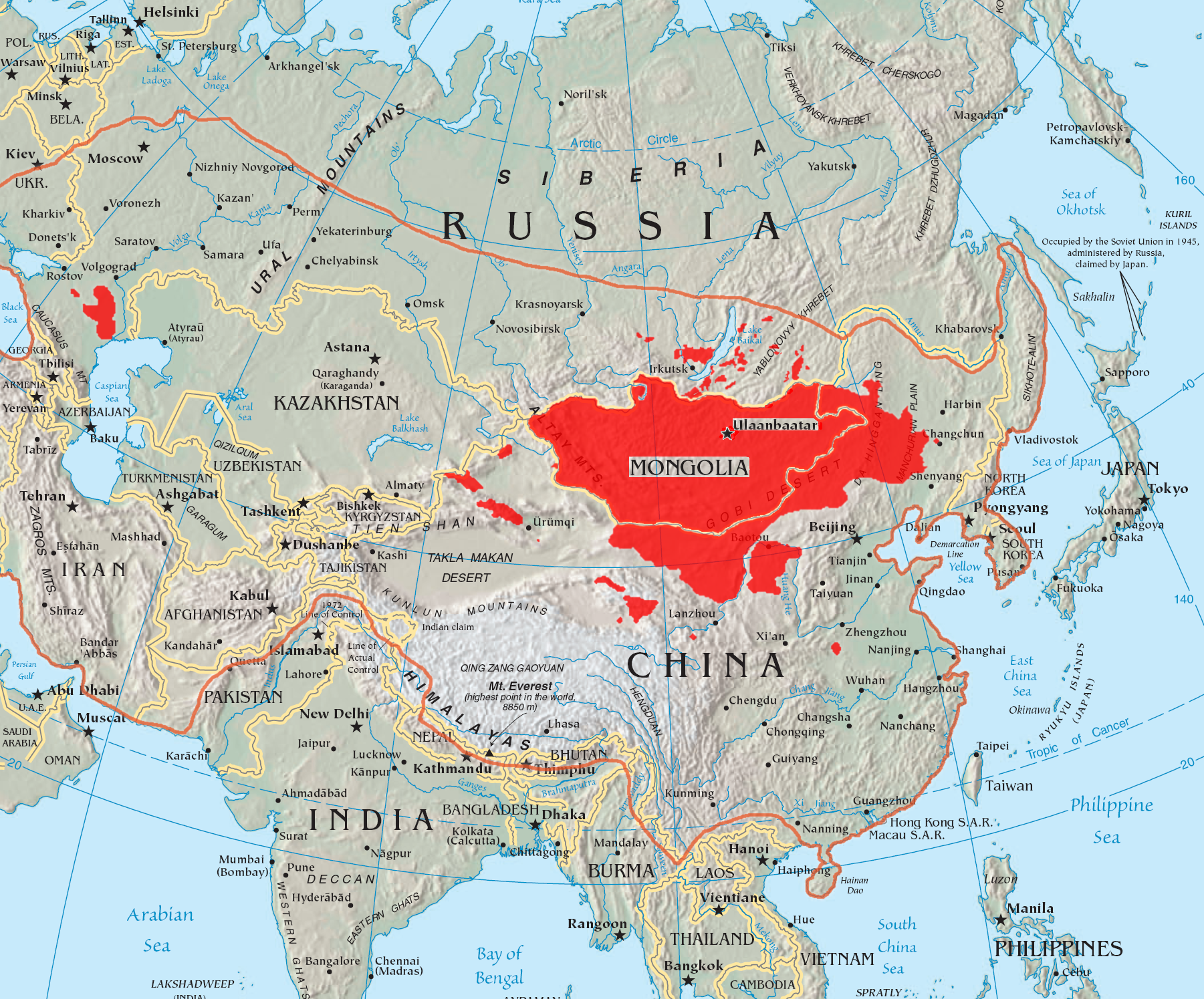
Mongoliskans ungefärliga utbredningsområde

Mongoliska talas av runt 2,5 miljoner i Mongoliet samt av ytterligare 2,7 miljoner eller mer i Inre Mongoliet. Det finns även betydande grupper i Burjatien i södra Ryssland och i Manchuriet (provinserna Heilongjiang, Jilin och Liaoning) i nordöstra Kina, samt mindre grupper vid Ysyk-Köl i Kirgizistan och i till Mongoliet närliggande områden i Ryssland och Kina samt ett område i Ryssland långt från Mongoliet, Kalmuckien.

## Dialekter
De mongoliska språken kan delas in i tre grupper: östmongoliskan eller mongoliskan i inskränkt och vanlig bemärkelse, västmongoliskan eller kalmuckiskan, samt burjatiskan, den sistnämnda står dock mongoliskan väldigt nära.
Den mest betydande dialekten är den östmongoliska khalkha, som talas av 2,3 miljoner och är standardspråk i yttre Mongoliet; Khalkha har en nordlig och en sydlig variant, där den nordliga är den som talas i Ulan Bator. Övriga dialekter (som har störst spridning i Inre Mongoliet eftersom khalkhan fått stort genomslag som standarddialekt i Yttre Mongoliet) innefattar dialekter från dialektgrupper talade i Sjilijn Gol, Ulaantsav, Dzjirem, Dzjuu Uda och Dzjosotu.

## Den klassiska mongoliskans grammatik
Nomen, som saknar genus och artikel, bildar plural med ändelsen -nar eller -s (i burjatiskan även -nut) vid vokaliskt och -ut (-od) vid konsonantiskt stamslut, till exempel lama-nar eller lama-nut, "präster".
I nominativ framträder den rena stammen. Med ändelser, lika för singular och plural, bildas ackusativ (-i), genitiv (-u(n), -ü(n)), dativ-lokativ (-dur, -dür) och andra former.
Adjektivet är fullkomligt oböjligt och står alltid före sitt substantiv.
Personliga och demonstrativa pronomina böjs med samma kasusändelser som nomen. Possessiva pronomina uttrycks i mongoliska med genitiv av personliga pronomina. Relativa pronomina saknas och ersätts av particip.
Verbet, vars rena stam uppträder i imperativ, till exempel ab, "tag!", har som i manchu och nusvenskan ingen personalböjning, utan denna uttryckes blott genom subjektet. Dock har kalmuckiska och burjatiska börjat utbilda personaländelser genom suffigerade pronomina. Tempora och flera modi (imperativ, optativ, voluntativ etc.) bildas genom suffix, till exempel bi abu-mui "jag tar", bi abu-bai, "jag tog", bi abu-mui (ja), "jag ska taga". Dessutom finns flera particip och gerundia. Av härledda stammar bildas passiv, kausativ och komitativ. För övrigt är denominativa i mongoliskan synnerligen vanliga.
Den regelbundna syntaktiska ordföljden är: tidspartikel, subjekt, objekt, verb, men alla närmare bestämningar och därför även alla bisatser föregår det ord de bestämmer. I bisatser står verbet alltid i particip med postpositioner, motsvarande våra konjunktioner; blott huvudsatsens verb står i finit form och intar sista platsen i den ofta mycket långa satsen som är typiskt på klassisk mongoliska.

## Khalkha-mongoliskans ljudlära
|                   |                   | Labial | Labial   | Dental   | Dental | Palatal | Velar | Velar | Uvular |
| Enkel             | Palatal.          | Enkel  | Palatal. | Palatal. | Enkel  | Palatal |       |       | Uvular |
| ----------------- | ----------------- | ------ | -------- | -------- | ------ | ------- | ----- | ----- | ------ |
| Nasal             | Nasal             | m      | mʲ       | n        | nʲ     |         |       | ŋ     |        |
| Klusil            | Tonlös aspirerad  | (pʰ)   | (pʲʰ)    | tʰ       | tʲʰ    |         | (kʲʰ) | (kʰ)  |        |
| Klusil            | Tonlös            | p      | pʲ       | t        | tʲ     |         |       |       |        |
| Klusil            | Tonande           |        |          |          |        |         | ɡʲ    | ɡ     | ɢ      |
| Affrikata         | Tonlös aspirerad  |        |          | tsʰ      |        | tʃʰ     |       |       |        |
| Affrikata         | Tonlös            |        |          | ts       |        | tʃ      |       |       |        |
| Frikativa         | Frikativa         | (f)    |          | s        |        | ʃ       | xʲ    | x     |        |
| Lateral frikativa | Lateral frikativa |        |          | ɮ        | ɮʲ     |         |       |       |        |
| Tremulant         | Tremulant         |        |          | r        | rʲ     |         |       |       |        |
| Approximant       | Approximant       | w̜      | w̜ʲ       |          |        | j       |       |       |        |

Källa:
Konsonantfonem inom parentes förekommer endast i lånord eller delvis i onomatopoetikarna. I ordslut realiseras /n/ som [ŋ] förutom då den historiskt har följts av en vokal.
|              | Främre | Främre | Central | Central | Bakre | Bakre |
|              | Kort   | Lång   | Kort    | Lång    | Kort  | Lång  |
| ------------ | ------ | ------ | ------- | ------- | ----- | ----- |
| Sluten       | i      | iː     |         |         | u     | uː    |
| Halvsluten   |        |        |         |         | ʊ     | ʊː    |
| Mellansluten | e      | eː     |         |         | o     | oː    |
| Mellanöppen  |        |        |         |         | ɔ     | ɔː    |
| Öppen        |        |        | a       | aː      |       |       |

Källa:
Mongoliskan har även fyra diftonger: /ui/, /ʊi/, /ɔi/ och /ai/. Korta /o/ är fonetiskt [ɵ].
Det mongoliska vokalsystemet omfattar de hårda a, o, u, de däremot svarande mjuka ä (oftast skrivet e), ö, ü, samt det neutrala i, vidare diftongerna ai, oi, ui, äi, öi, üi, men saknar de turkiska språkens hårda i. En viktig fonologisk process är det inbördes beroendet av hårda och mjuka vokaler, vokalharmonien.
Av konsonantfonem finns de flesta svenska, men inte alla som /f/ och /h/ och /ɕ/,/ɧ/ och /v/ och de flesta tonande klusilerna till exempel (/h/ återfinns dock i burjatiskan). Därutöver finns frikativorna /z/ (tonande s), tonlösa /x/ (ch; tyskt ach-ljud) och dess tonande motsvarighet /ɣ/ (gh), samt affrikatorna /tʃ/ (tj, č), /dʒ/ (dzj, ǰ), /ts/ och /dz/. Skillnaden emellan öst- och västmongoliskan är huvudsakligen av fonetisk art, men härvid är att märka, att denna skillnad rör egentligen endast den litterära östmongoliskan.
Det nuvarande östmongoliska samtalsspråket står nämligen kalmuckiskan ganska nära, men skriftspråket som vanligen ensamt åsyftas med uttrycket mongoliska språket (och även ensamt avses i den följande beskrivningen), har bibehållit mycket äldre former, så att skrift- och talspråk skiljer sig lika mycket som forn- och nysvenskan.

## Skriftspråk

Skriftexempel på traditionell mongolisk skrift

Den traditionella mongoliska skriften utvecklades ur den uiguriska skriften på 1200-talet och är således av semitiskt (syriskt) ursprung; det löper i lodräta rader uppifrån nedåt. Raderna och sidorna följer varandra från vänster till höger. Till en början ägde den mongoliska för den klassiska litteraturen använda skriften blott 14 tecken, och för de varandra nära stående ljuden, såsom k och g, t och d, u och o fanns blott ett tecken, men den utvecklades efter hand till det nuvarande antalet av 7 vokaler och 17 konsonanter. De förra anses dock ej som i och för sig självständiga tecken, utan konsonanterna uppförs i det mongoliska alfabetet alltid i förening med vokaler och därför i fyra former: med a (ä), o (u), ü (ö) och i.

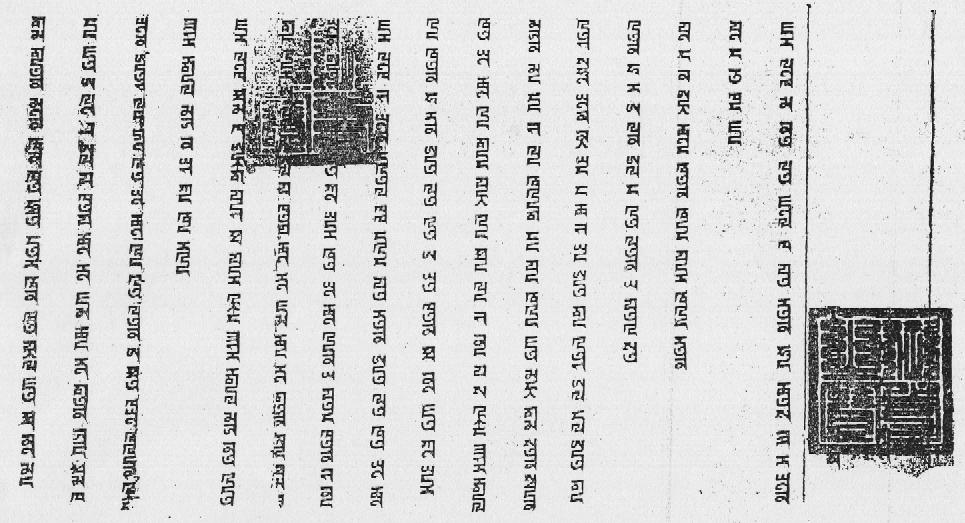
Kejserligt edikt skrivet i 'phags-pa-skrift

1269 skapade den tibetanska laman Drogön Chögyal Phagpa, som tjänstgjorde i Kublai khans hov, ett nytt alfabet för mongoliskan, som kallas för Dörbelǰin üsüg eller 'phags-pa-skriften och var ombildat från det tibetanska och därför av sanskritiskt ursprung. Skriften lyckades dock aldrig ersätta den äldre mongoliska skriften och används bara för de heliga böckerna.
Under tryck från Sovjetunionen ersattes det traditionella alfabetet av det latinska 1931 och sedan det mongoliska alfabetet som bygger på det kyrilliska 1937. År 1941 avskaffades det traditionella alfabetet i lag, men tilläts igen 1994 och sedan det har staten uppmuntrat människor att studera det traditionella skriftsystemet för t.ex. kalligrafiens skull. Mongoliskan i Kina har dock fortsatt använda det traditionella alfabetet.
I mars 2020 annonserade regeringen att det traditionella skriftsystemet ska ersätta det kyrilliska senast 2025. Motiveringen till beslut är att ta avstånd till Ryssland. Median kommer att använda båda skriftsystem parallellt till 2024..
Uttal och transkribering av det modifierade kyrilliska alfabetet för mongoliska:
| Tecken | Uttal (IPA) | Transkription |  | Tecken | Uttal (IPA)       | Transkription |
| ------ | ----------- | ------------- |  | ------ | ----------------- | ------------- |
| А а    | a, ɑ        | a             |  | П п    | pʰ, pʰʲ, p        | p             |
| Б б    | p, pʲ, b    | b             |  | Р р    | r, rʲ, ɢ, q, ʁ, χ | r             |
| В в    | w, wʲ, ɸ, β | v1            |  | С с    | s                 | s             |
| Г г    | ɡ, ɡʲ, ɢ, k | g             |  | Т т    | tʰ, tʰʲ, d        | t             |
| Д д    | t, tʲ       | d             |  | У у    | ʊ                 | u             |
| Е е    | je, jɛ, jɜ  | je            |  | Ү ү2   | u, ʉ              | ü             |
| Ё ё    | jɔ          | jo            |  | Ф ф    | f, ɸ              | f             |
| Ж ж    | ʧ, ʤ        | dzj           |  | Х х    | x, xʲ, χ          | ch            |
| З з    | ʦ, ʣ        | dz            |  | Ц ц    | ʦʰ, c             | ts            |
| И и    | i           | i             |  | Ч ч    | ʧʰ, ʧ             | tj            |
| Й й    | j, i        | j             |  | Ш ш    | ʃ                 | sj            |
| К к    | k, kʲ       | k             |  | Щ щ    | sʧ, ʃʧ            | stj           |
| Л л    | ɮ, ɮʲ, l, ɬ | l             |  | Ы ы    | i, ɨ              | y             |
| М м    | m, mʲ       | m             |  | Ь ь    | ʲ                 | j, ', ĭ3      |
| Н н    | n, nʲ, ŋ    | n             |  | Э э    | e, ɛ              | e             |
| О о    | ɔ, ə        | o             |  | Ю ю    | jʊ, ju            | ju            |
| Ө ө4   | o, ɞ        | ö             |  | Я я    | ja                | ja            |

1Ibland transkriberat w.

2Ibland återgivet med latinska V v eller Ї ї på grund av underlättad teckenåtkomst.

3Oftast utelämnat i svensk transkribering.

4Ibland återgivet med Є є på grund av underlättad teckenåtkomst.